# 1873 في إسبانيا
فيما يلي قوائم الأحداث التي وقعت خلال عام 1873 في إسبانيا.

## أحداث
- 12 يوليو – ثورة الكانتونات

## سياسة

### تعيين في المنصب
- 12 فبراير – نيكولاس سالميرون Minister of Grace and Justice ‏،رئيس جمهورية اسبانيا الثانية ‏.

### انتهاء فترة المنصب
- 12 فبراير – مانويل رويث ثوريا President of the Council of Ministers ‏، ministro de Gobernación  [لغات أخرى]‏.
- 11 يونيو – نيكولاس سالميرون Minister of Grace and Justice ‏،رئيس جمهورية اسبانيا الثانية ‏.

## مواليد

### يناير
- 29 يناير – لويجي أمديو مستكشف إيطالي.

### يونيو
- 8 يونيو – أثورين